# Бочаров, Алексей Лукьянович
Алексей Лукьянович Бочаров (19 ноября 1925, Хрещатый, Воронежская губерния — 12 октября 2007, Новошахтинск, Ростовская область) — советский гвардии старший сержант, командир орудийного расчёта 266-го гвардейского армейского истребительно-противотанкового артиллерийского Нижнеднепровского Краснознамённого полка (8-я гвардейская армия, 1-й Белорусский фронт). Полный кавалер Ордена Славы. Награждён орденом Отечественной войны 1 степени. Член КПСС (1944).

## Биография
Родился Алексей Лукьянович в хуторе Хрещатый Богучарского уезда Воронежской губернии (ныне Кантемировского района Воронежской области)  в крестьянской семье. С 1938 года жил в Ростовской области, окончил 9 классов. После окончания курсов трактористов в 1942 году работал трактористом в селе Соколовка Красносулинского района Ростовской области. В возрасте семнадцати лет в 1942 году ушёл добровольцем воевать на фронт. Принимал участие в сражениях на Юго-Западном, 3-м Украинском и 1-м Белорусском фронтах, был наводчиком орудия 266-го гвардейского армейского истребительно-противотанкового артиллерийского полка. Первый орден Славы Алексей Лукьянович получил в 19 лет, осенью в боях в районе Павлограда он подбил танк «Тигр», уничтожил три пулемёта и два миномёта. Орденом Славы II степени гвардии старший сержант Бочаров был награждён за бой в городе Познани, этот день 28 января 1945 года командиру орудийного расчёта особенно запомнился, он поджёг танк, два штурмовых орудия и уничтожил более 120 гитлеровцев. В бою за населённый пункт Долгелин (Германия) 17 апреля 1945 года Алексей Бочаров огнём из орудия уничтожил вражеский танк, бронетранспортёр и более 10 немецких солдат и офицеров. В одном из районов Берлина в бою получил ранение в руку, но продолжал командовать расчётом, вскоре ощутил сильный удар в другую руку и потерял сознание. После возвращения из госпиталя в родной полк гвардии старшему сержанту Бочарову Алексею Лукьяновичу был вручён орден Славы I степени за мужество, отвагу и бесстрашие, проявленные в боях за Берлин.
В ноябре 1945 года Алексей Лукьянович демобилизовался из рядов Советской Армии, жил в посёлке Юбилейный города Новошахтинск Ростовской области. Был инструктором в райкоме комсомола, работал лесогоном на шахте № 3/2-бис шахтоуправления «Степановская» в Новошахтинске, затем подземным электрослесарем.
Награждён орденом Отечественной войны I степени, медалями. При жизни установлена мемориальная доска на доме, где жил Алексей Лукьянович Бочаров. Скончался 12 октября 2007 года.

## Награды
- Орден Славы I степени (1946);
- Орден Славы II степени (1945);
- Орден Славы III степени (1944);
- Орден Отечественной войны I степени (1985);
- Медали.